# ヒガンマムシグサ
ヒガンマムシグサ（彼岸蝮草、学名: Arisaema aequinoctiale）は、サトイモ科テンナンショウ属の多年草である。別名、ハウチワテンナンショウ、ヨシナガマムシグサ。
小型の株は雄花序をつけ、同一のものが大型になると雌花序または両性花序をつける雌雄偽異株で、雄株から雌株に完全に性転換する。

## 特徴
地下に球茎があり、腋芽が2列に並ぶ。植物体の高さは大きなものでは高さ90 cmになる。偽茎部は4 - 50 cmになり、葉柄は偽茎部より短い。葉はふつう2個つき、ほぼ同じ大きさ。葉身は鳥足状に分裂し、小葉は (5-)7-13個になり、披針形から楕円形で、ときに縁に鋸歯があり、しばしば中脈にそって白斑が生じる。小葉間の葉軸はやや発達する。
花期は、3-4月。花序が先に展開し、次に葉が展開する。花序柄は花時に葉柄より長く、偽茎部とほぼ同じ長さ、雌株の花序柄は雄株とくらべ長い。仏炎苞はふつう紫褐色から黄褐色（オリーブ色）で、ごくまれに黄緑色から緑色になる。仏炎苞筒部の口辺部がやや耳状に開出し、開出部の幅は8mm未満。仏炎苞舷部は卵形から狭倒卵形で、先端は鋭突頭になり、前方に曲がる。花序付属体は有柄で棒状になる。1つの子房中に8-21個の胚珠がある。果実は夏に赤熟する。染色体数は2n=26。

## 分布と生育環境
日本固有種。本州の関東地方、中部地方、広島県、山口県および四国に分布し、照葉樹林の林下、林縁などに生育する。房総半島の集団は海岸近くにも生育する。タイプ標本の採集地は千葉県の清澄山。

## 名前の由来
和名ヒガンマムシグサは、「彼岸蝮草」の意で、春の彼岸のころに咲くことによる。中井猛之進および前川文夫 (1932) による命名。
種小名（種形容語）aequinoctiale は、「昼夜同時間の」「彼岸の季節の」の意味。

## 近縁の種
本属の、同じマムシグサ節 Sect. Pistillataのヒガンマムシグサ群 A. undulatifolium group に属する、ミミガタテンナンショウ Arisaema limbatum によく似ており、仏炎苞筒部の口辺部が著しく発達し、開出部の幅が8mm以上あるものをミミガタテンナンショウとし、その幅が8mm未満であるものをヒガンマムシグサとしているが、小型の株では区別が難しいという。また、同じヒガンマムシグサ群に属する、仏炎苞筒部の口辺部が発達するウワジマテンナンショウ Arisaema undulatifolium subsp. uwajimense にも似るが、ウワジマテンナンショウは、学名が示すとおり、ナガバマムシグサ Arisaema undulatifolium の亜種である。
なお、神奈川県箱根の金時山産で、中井猛之進および前川文夫 (1932) によって発表されたハウチワテンナンショウ Arisaema stenophyllum Nakai et F.Maek. (1932)と、高知県産で、中井猛之進 (1939) によって発表されたヨシナガマムシグサ Arisaema yoshinagae Nakai (1939) は、分類表内に示すようにヒガンマムシグサのシノニムとなっている。

## ギャラリー

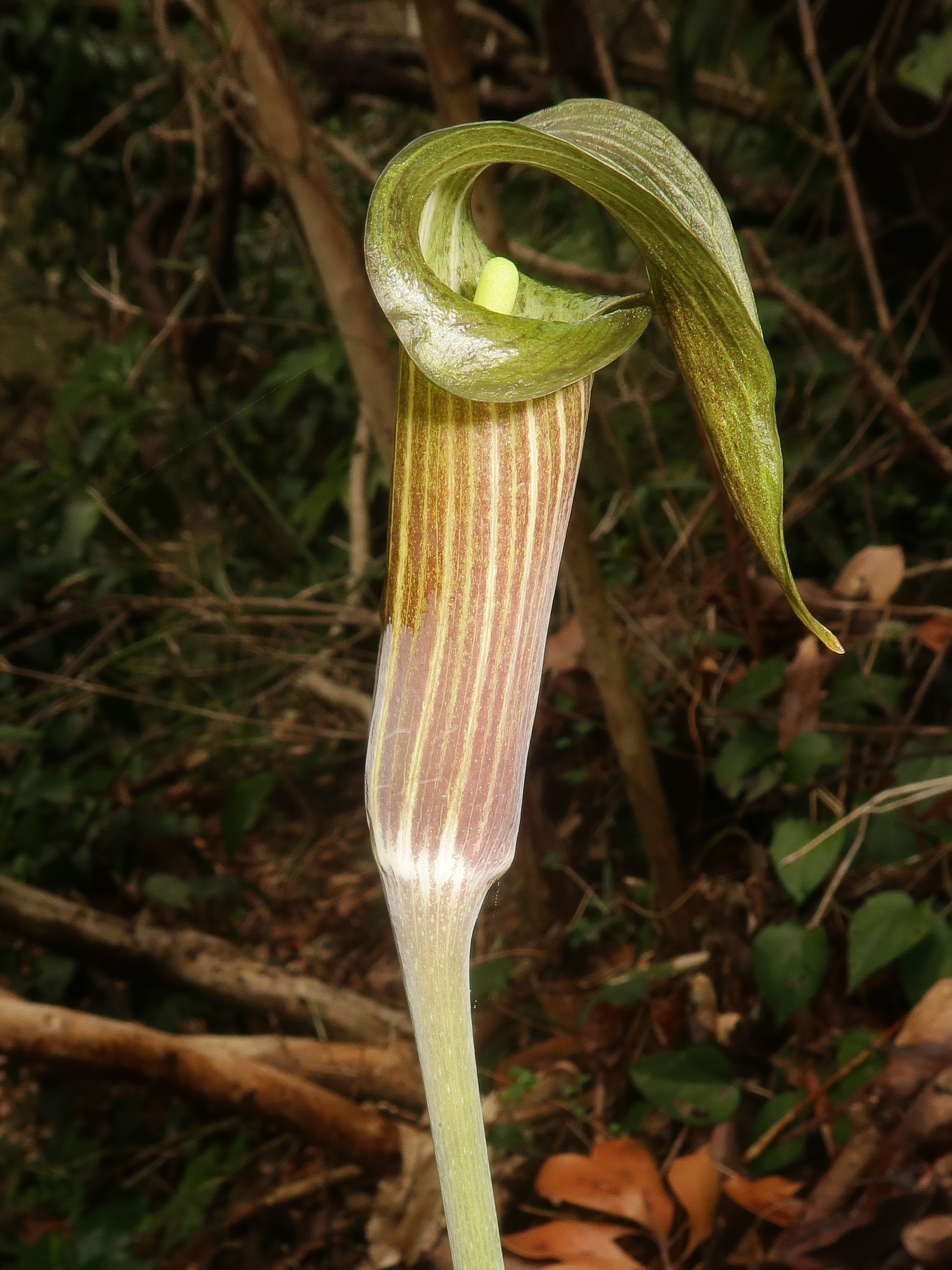
仏炎苞はふつう紫褐色から黄褐色（オリーブ色）で、仏炎苞筒部の口辺部がやや耳状に開出する。
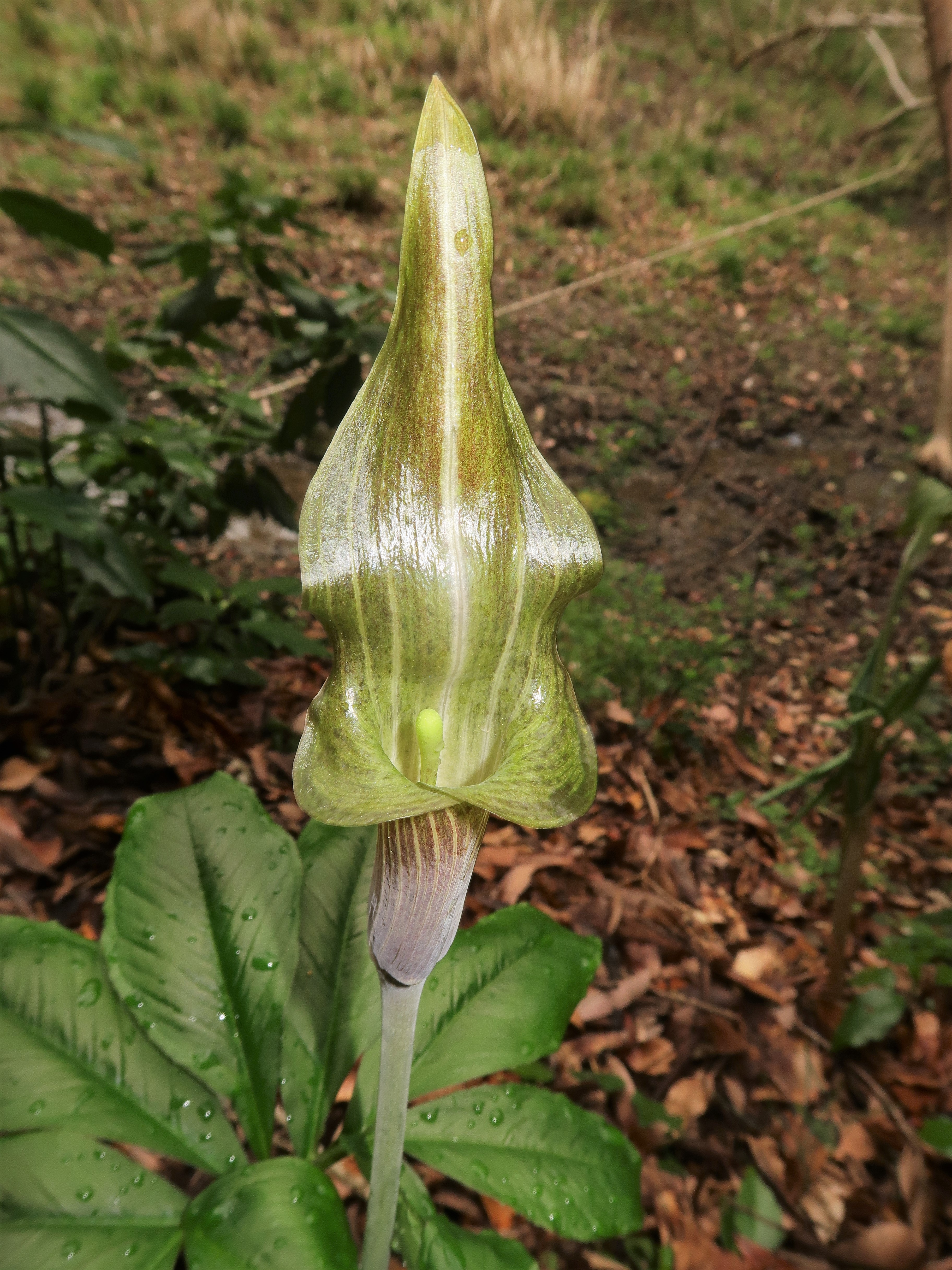
仏炎苞舷部は卵形から狭倒卵形で、先端は鋭突頭になる。花序付属体は有柄で棒状になる。仏炎苞舷部を立たせて撮影。
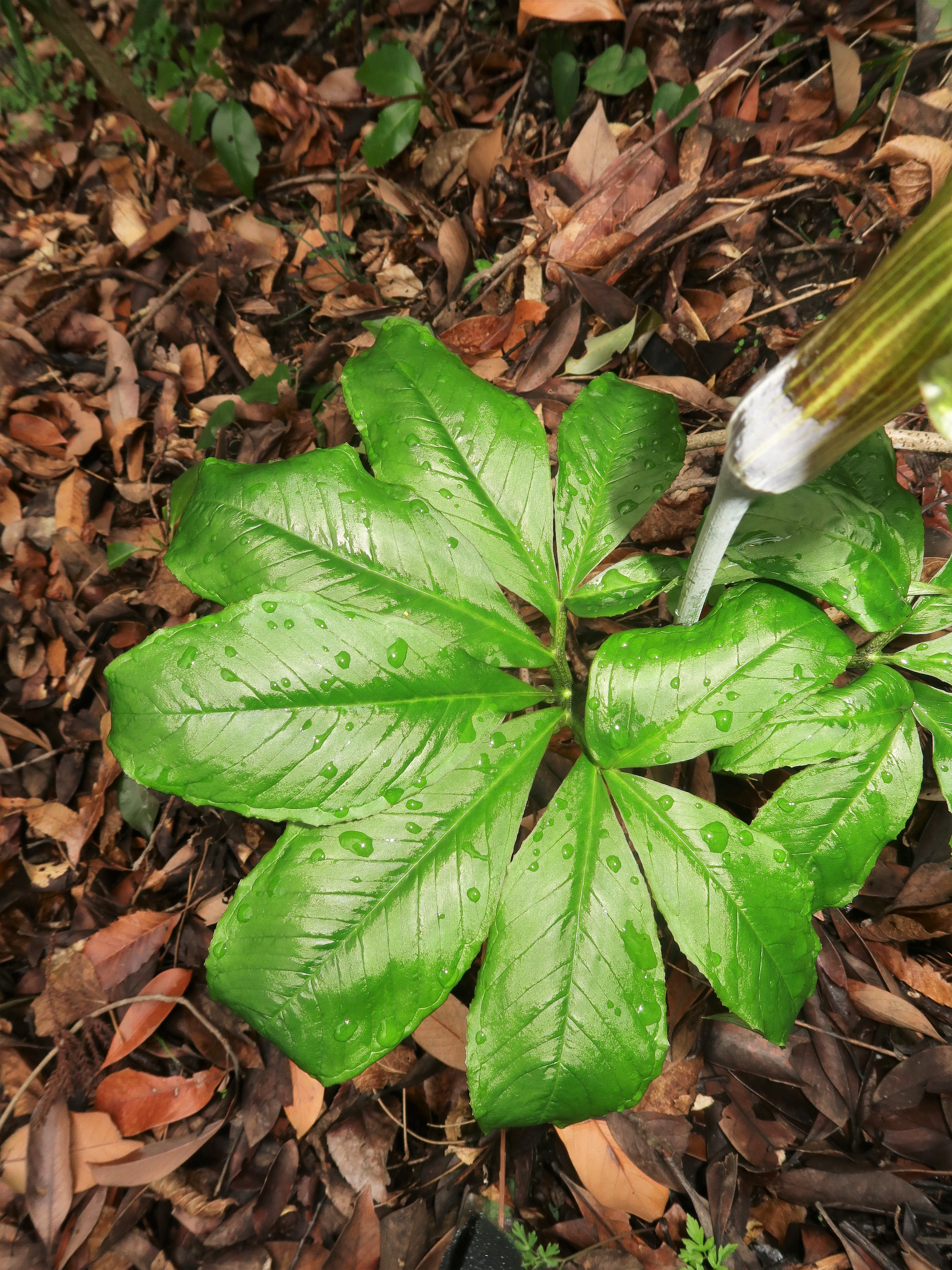
葉身は鳥足状に分裂し、小葉は7-13個になり、披針形から楕円形で、小葉間の葉軸はやや発達する。この写真の個体の小葉は9個で楕円形。
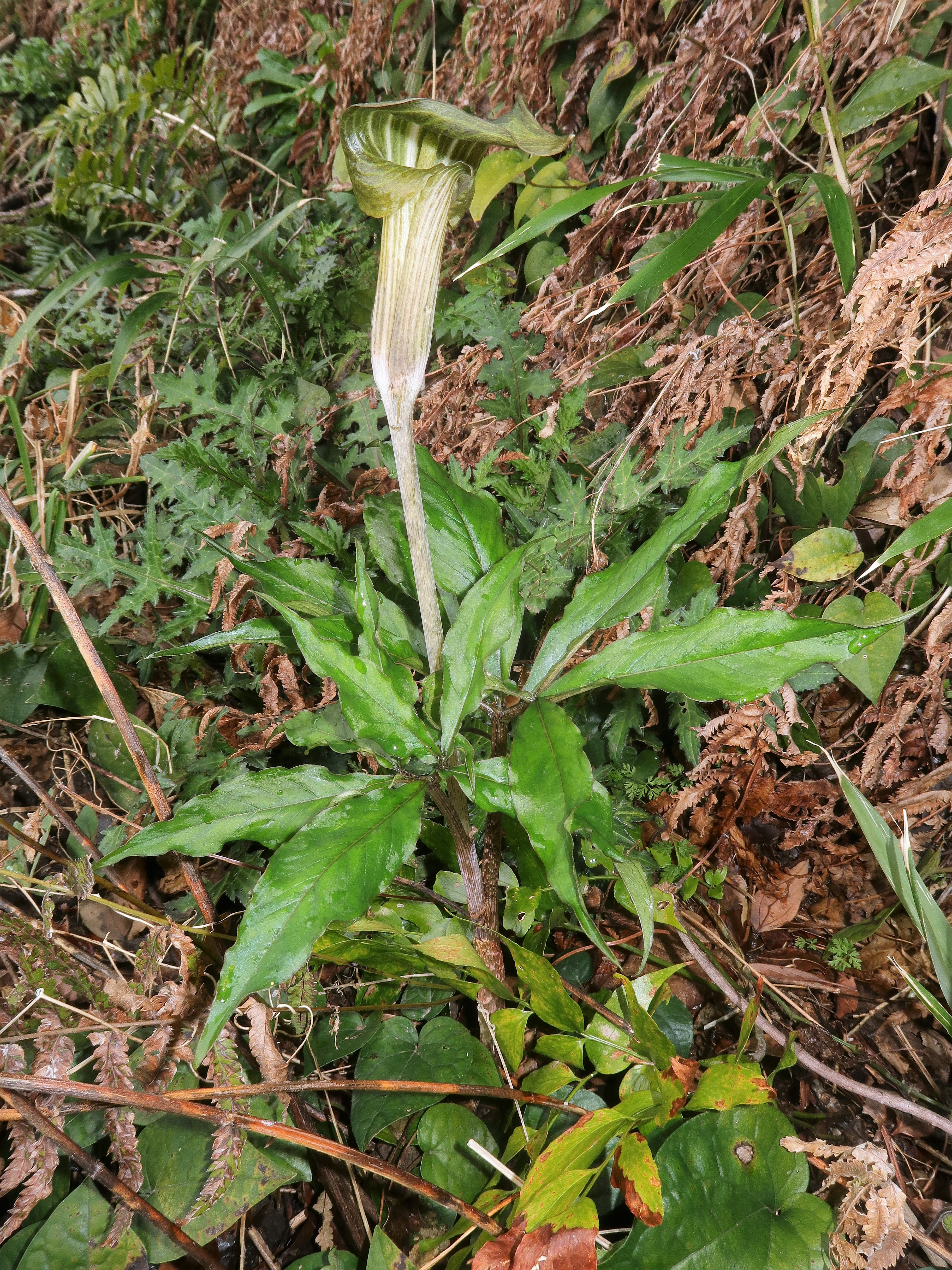
この写真の個体の小葉は9個で披針形。
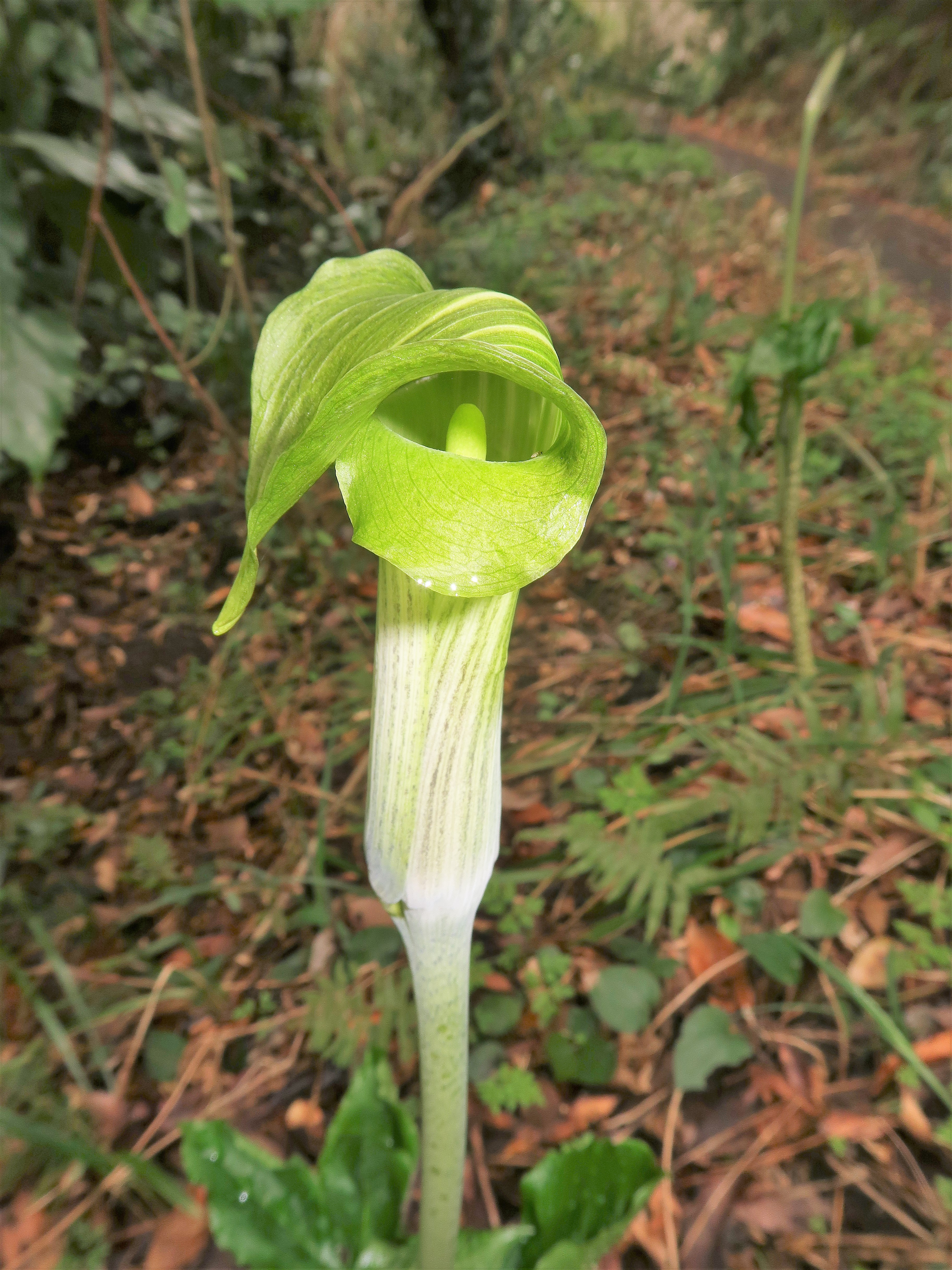
ごくまれに仏炎苞が黄緑色から緑色のものが出現する。
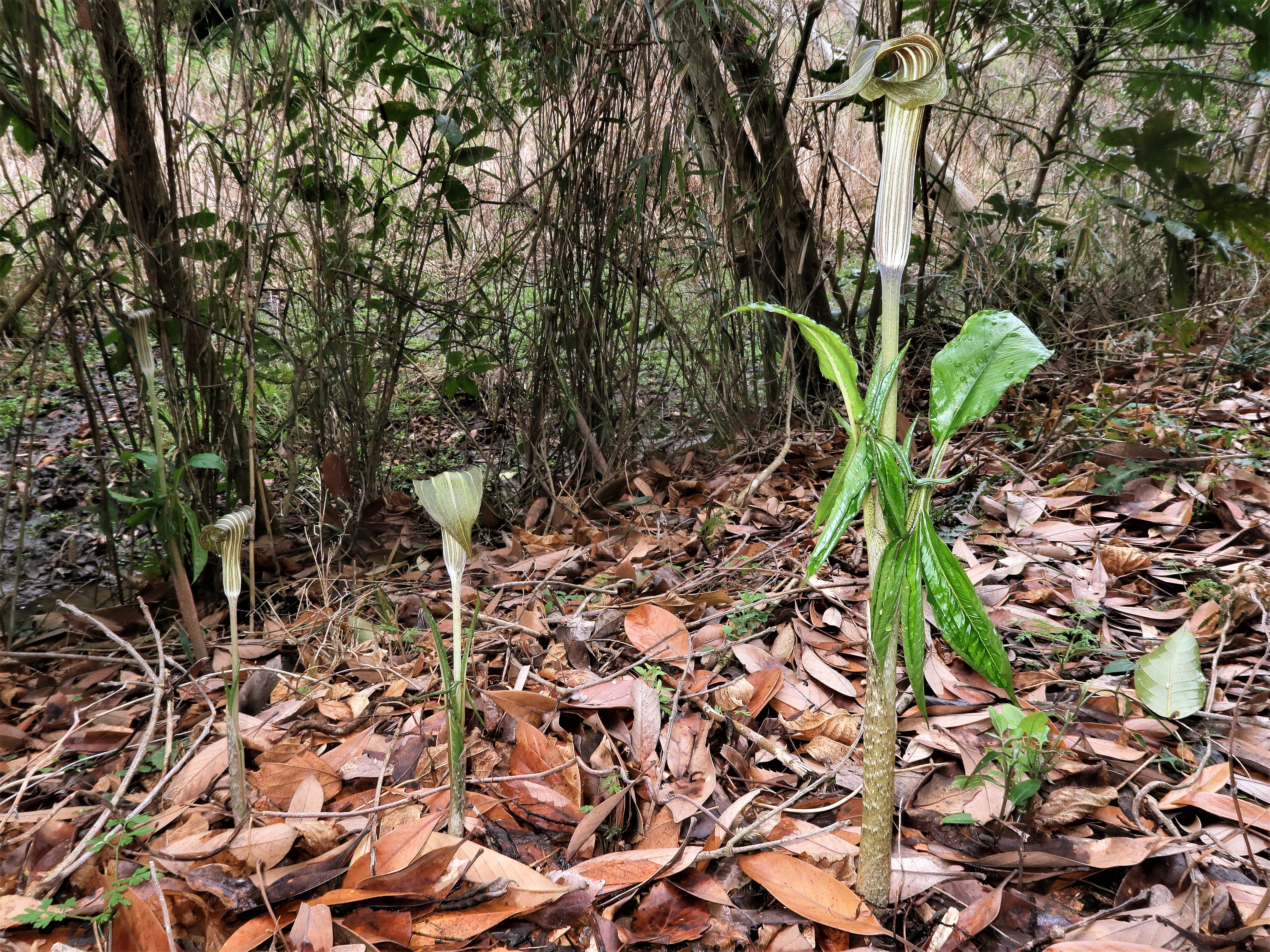
花序が先に展開し、次に葉が展開する。右側が雌株。中央と左側の背の低い個体が雄株。
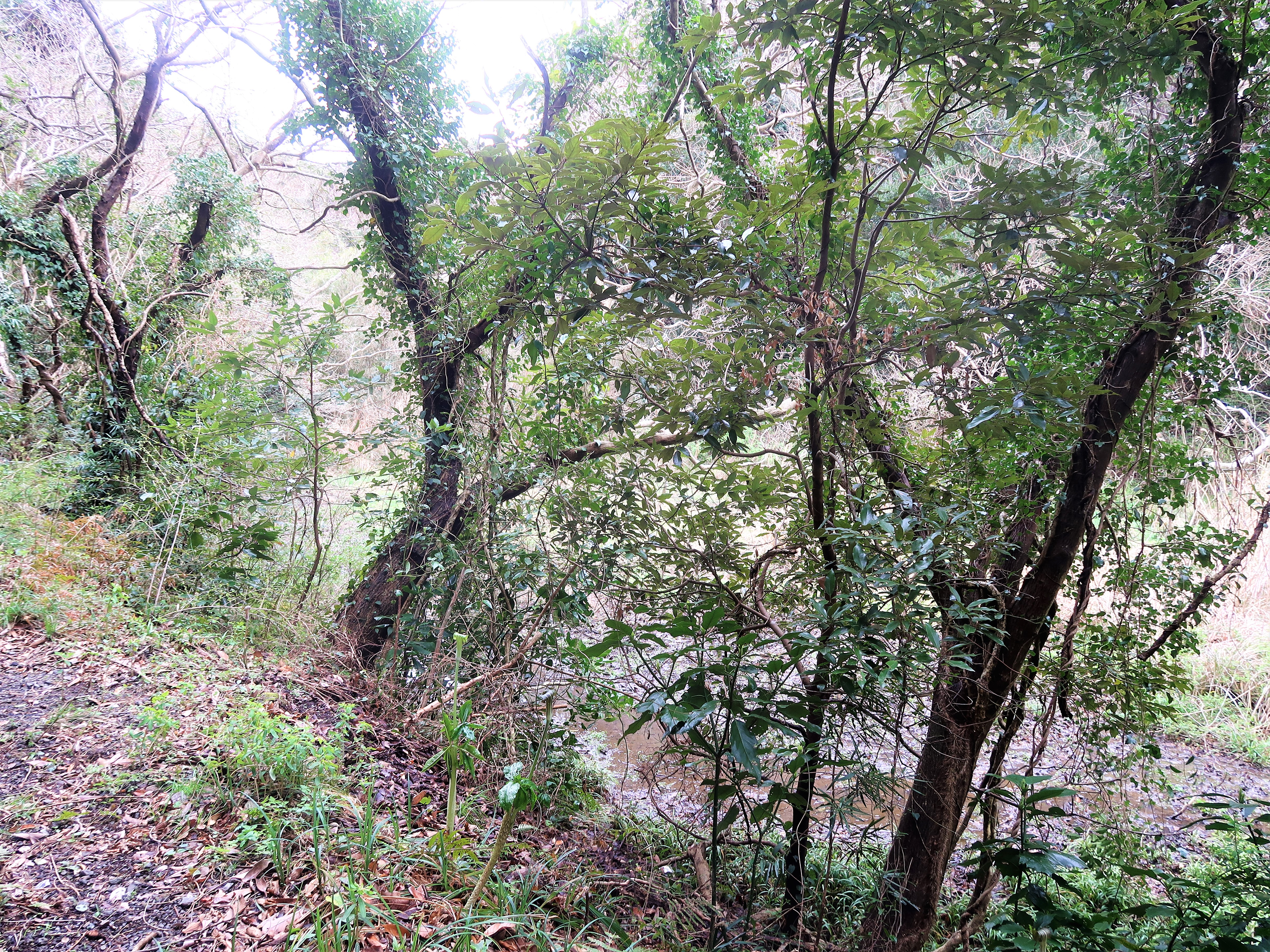
生育環境。照葉樹林の林下、林縁に生育する。南房総市。